# Бюджетная эффективность
Бюджетная эффективность — относительный показатель эффекта для бюджета в результате осуществления государственной функции, реализации программы, инвестиционного проекта, определяемый как отношение полученного бюджетом результата к затратам, расходам, обусловившим, обеспечившим его получение.
Бюджетная эффективность оценивается по требованию органов государственного и/или регионального управления. В соответствии с этими требованиями может определяться бюджетная эффективность для бюджетов различных уровней или консолидированного бюджета. Показатели бюджетной эффективности рассчитываются на основании определения потока бюджетных средств.
Задача повышения бюджетной эффективности решается в рамках процедур  бюджетирования, ориентированного на результат. 

## Учет затрат и выгод общества
При оценке бюджетной эффективности проекта учитываются также изменения доходов и расходов бюджетных средств, обусловленные влиянием проекта на сторонние предприятия и население, если проект оказывает на них влияние, в том числе:
- прямое финансирование предприятий, участвующих в реализации ИП;
- изменение налоговых поступлений от предприятий, деятельность которых улучшается или ухудшается в результате реализации ИП;
- выплаты пособий лицам, остающимся без работы в связи с реализацией проекта (в том числе при использовании импортного оборудования и материалов вместо аналогичных отечественных);
- выделение из бюджета средств для переселения и трудоустройства граждан в случаях, предусмотренных проектом.

По проектам, предусматривающим создание новых рабочих мест в регионах с высоким уровнем безработицы, в притоке бюджетных средств учитывается экономия капиталовложений из федерального бюджета или бюджета субъекта Федерации на выплату соответствующих пособий.

## Показатели бюджетной эффективности
Основным показателем бюджетной эффективности является чистый дисконтированный доход бюджета (ЧДДб). При наличии бюджетных оттоков возможно определение внутренней нормы доходности (ВНД) бюджета. В случае предоставления государственных гарантий для анализа и отбора независимых проектов при заданной суммарной величине гарантий, наряду с ЧДДб существенную роль может играть также индекс доходности гарантий (ИДГ) — отношение ЧДДб к величине гарантий (в случае необходимости — дисконтированной).

## Методы оценки бюджетной эффективности
Бюджетная эффективность может оцениваться в рамках процедур оценки регулирующего воздействия
либо финансово-экономического обоснования. Как в первом, так и во втором случаях используется метод дисконтированных денежных потоков применительно к бюджету.